# Le Vieux-Bourg
Le Vieux-Bourg település Franciaországban, Côtes-d’Armor megyében. Lakosainak száma 760 fő (2022. január 1.). Le Vieux-Bourg Le Haut-Corlay, Canihuel, Le Fœil, Le Leslay, Saint-Bihy, Saint-Connan, Saint-Gildas és Saint-Gilles-Pligeaux községekkel határos.

## Népesség
A település népességének változása:
| Lakosok száma | 816  | 665  | 645  | 706  | 782  | 793  | 781  | 776  | 777  | 760  |
|               | 1968 | 1982 | 1990 | 2006 | 2013 | 2015 | 2017 | 2019 | 2020 | 2022 |